# Marek Safjan
 (avril 2025).
La mise en forme du texte ne suit pas les recommandations de Wikipédia : il faut le « wikifier ».
Les points d'amélioration suivants sont les cas les plus fréquents. Le détail des points à revoir est peut-être précisé sur la page de discussion.
- Les titres sont pré-formatés par le logiciel. Ils ne sont ni en capitales, ni en gras.
- Le texte ne doit pas être écrit en capitales (les noms de famille non plus), ni en gras, ni en italique, ni en « petit »…
- Le gras n'est utilisé que pour surligner le titre de l'article dans l'introduction, une seule fois.
- L'italique est rarement utilisé : mots en langue étrangère, titres d'œuvres, noms de bateaux, etc.
- Les citations ne sont pas en italique mais en corps de texte normal. Elles sont entourées par des guillemets français : « et ».
- Les listes à puces sont à éviter, des paragraphes rédigés étant largement préférés. Les tableaux sont à réserver à la présentation de données structurées (résultats, etc.).
- Les appels de note de bas de page (petits chiffres en exposant, introduits par l'outil «  Source ») sont à placer entre la fin de phrase et le point final[comme ça].
- Les liens internes (vers d'autres articles de Wikipédia) sont à choisir avec parcimonie. Créez des liens vers des articles approfondissant le sujet. Les termes génériques sans rapport avec le sujet sont à éviter, ainsi que les répétitions de liens vers un même terme.
- Les liens externes sont à placer uniquement dans une section « Liens externes », à la fin de l'article. Ces liens sont à choisir avec parcimonie suivant les règles définies. Si un lien sert de source à l'article, son insertion dans le texte est à faire par les notes de bas de page.
- La présentation des références doit suivre les conventions bibliographiques. Il est recommandé d'utiliser les modèles {{Ouvrage}}, {{Chapitre}}, {{Article}}, {{Lien web}} et/ou {{Bibliographie}}. Le mode d'édition visuel peut mettre en forme automatiquement les références.
- Insérer une infobox (cadre d'informations à droite) n'est pas obligatoire pour parachever la mise en page.

Pour une aide détaillée, merci de consulter Aide:Wikification.
Si vous pensez que ces points ont été résolus, vous pouvez retirer ce bandeau et améliorer la mise en forme d'un autre article.
Marek Henryk Safjan (né le 28 août 1949 à Varsovie ) est un juriste et universitaire polonais, professeur de droit spécialisé en droit civil. Il a été juge au Tribunal constitutionnel de Pologne de 1997 à 2006, occupant la fonction de président de cette institution de 1998 à 2006. Par la suite, il a exercé en tant que juge à la Cour de justice de l'Union européenne de 2009 à 2024.

## Biographie
En 1967, il est diplômé de la 17e École secondaire générale. Andrzej Frycz Modrzewski à Varsovie . En 1971, il est diplômé de la Faculté de droit et d'administration de l'Université de Varsovie . En 1973, il a commencé à travailler à l'Université de Varsovie  et a réussi l'examen de juge . En 1980, il obtient un doctorat en droit basé sur une thèse intitulée : L'institution des familles d'accueil. Problèmes juridiques et organisationnels , écrit sous la direction de Tomasz Dybowski  . Il a obtenu son habilitation en 1990 ; pour la thèse d'habilitation intitulée La loi sur l'interférence avec la nature de la procréation humaine . En 1998, il a reçu le titre académique de professeur de sciences juridiques . Il est également diplômé de l'École de droit comparé de Strasbourg . Il est spécialisé, entre autres, dans : en droit civil et en droit médical .
En novembre 1997, il a pris ses fonctions de juge au Tribunal constitutionnel et, en janvier 1998, il a été nommé par le président Aleksander Kwaśniewski au poste de président du Tribunal constitutionnel . Le 5 novembre 2006, il a mis fin à son mandat de neuf ans en tant que juge . 
En février 2009, il a été nommé juge polonais à la Cour de justice de l'Union européenne .Il est resté membre de la CJUE après l’expiration de son mandat en raison de l’absence de nomination d’un successeur ; Finalement, à sa demande, la date limite pour terminer son mandat de juge a été fixée au 31 janvier 2024 .